# Greyhound Lines
Greyhound Lines Inc. (рус. «Грейхаунд Лайнс»; дословно c англ. — «Гончая») — автобусная компания, обслуживающая более 3800 пунктов назначения по всей Северной Америке. Основана в 1914 году, называется Greyhound с 1930 года. С октября 2007 года Greyhound является дочерней компанией британской транспортной компании FirstGroup, но по-прежнему базируется в Далласе, штат Техас. Greyhound и её дочерние компании в FirstGroup America являются крупнейшими операторами автобусов в США и Канаде. Только в США компания располагает более 1700 автобусами.

## История

### Основание и первые годы (1914—1930)
В 1914 г. 27-летний шведский иммигрант Эрик Уикмен был уволен с работы бурильщика на шахте в Элисе, штат Миннесота. Он стал продавцом Hupmobile в Хиббинге, и, когда он не смог продать первый Hupmobile с семью пассажирскими местами, он начал использовать его вместе с другим шведским иммигрантом Энди «Бас Энди» Андерсоном и CAA «Арвидом» Хидом для перевозки шахтеров с шахты по добыче железной руды в двух милях от Хиббинга до Алисы по 15 центов за поездку. На своём первом рейсе Уикмен заработал 2,25 долл.
Уикмен чуть не сдался после первой зимы из-за суровых условий вождения в Миннесоте. Однако он согласился продолжить работу, сократив свои водительские обязанности. В 1915 г. он добавил 15-мильный маршрут в Нашуок. В декабре 1915 г. Уикмен объединил свою компанию с компанией 19-летнего Ральфа Богана, который управлял аналогичной транспортной службой с маршрутом из Хиббинга в Дулут, чтобы сформировать Mesaba Transportation Company. К 1918 г. у компании было 18 автомобилей, а годовой доход составлял 40 тыс. долл.
В 1922 г. Уикмен и Хид продали свои доли в компании Богану и Андерсону. Затем Викман и Хид переехали в Дулут и приобрели компанию White Bus Lines. В 1924 г. Уикмен основал компанию Northland, которая приобрела компанию Superior-White; обладавший сильной деловой хваткой, механическими навыками и амбициями её основатель Орвилл С. Цезарь в конце концов стал президентом компании. В 1925 г. компания завершила приобретение восьми независимых автобусных линий в Миннесоте за 2,5 млн долл. В 1928 г. Андерсон и Боган распустили и продали большую часть маршрутов Mesaba в Нортленде.
Компания продолжала расширяться, и в 1928 году её доход составил 6 млн долл., она предлагала поездки по всем США. В 1929 г. компания приобрела Yelloway-Pioneer System, которая в 1928 году совершила первое трансконтинентальное автобусное путешествие, и The Pickwick Corporation.

### 1930—1945
К 1930 году более 100 автобусных маршрутов были объединены в материнскую компанию, которая тогда называлась Motor Transit Corporation. Признавая необходимость в более запоминающемся названии, партнеры Motor Transit Corporation изменили свое название на The Greyhound Corporation после названия Greyhound, которое использовалось на более ранних автобусных линиях. Согласно преданиям компании, это имя произошло от водителя Эда Стоуна, которому напомнили борзую, когда он увидел в отражении проезжающий автобус.
Также в 1930 году компания переехала из Дулута, штат Миннесота, в Чикаго, штат Иллинойс.
Бизнес пострадал во время Великой депрессии, и к 1931 году его долг превысил 1 миллион долларов. По мере развития 1930-х годов и улучшения экономики Greyhound снова начала процветать.
В 1934 году междугородние автобусные линии, крупнейшей из которых была Greyhound, перевозили около 400 млн пассажиров — почти столько же, сколько и железные дороги первого класса. Вышедший в 1934 г. фильм «Это случилось однажды ночью» (1934) о наследнице (Клодетт Кольбер), путешествующей на автобусе Greyhound вместе с репортером (Гейбл, Кларк), привёл к росту автобусных поездок по стране.
В 1935 году количество пассажиров междугородних автобусов в стране выросло на 50 % до 651 999 000 пассажиров, впервые превысив количество пассажиров, перевозимых железными дорогами первого класса. В 1935 году прибыль достигла рекордного значения в 8 млн долл. В 1936 г. компания Greyhound, которая уже была крупнейшим автобусным перевозчиком в Соединенных Штатах, начала принимать 306 новых автобусов.
В 1941 году компания приобрела.
Между 1937 и 1945 годами Greyhound построила много новых станций и приобрела новые автобусы в период позднего ар-деко, известного как Streamline Moderne. Для терминалов Greyhound наняла архитекторов, включая Уильяма Струдвика Аррасмита и Джорджа Д. Брауна. звестные примеры станций Streamline Moderne включают автобусную станцию Blytheville Greyhound, Кливленд, автобусную станцию Ohio Greyhound, Колумбию, автовокзал South Carolina Greyhound и автобусную станцию Old Washington, DC Greyhound.
Greyhound работала с компанией Yellow Coach Manufacturing Company над её модернизированными автобусами Series 700, сначала над прототипами Series 719 в 1934 году, а с 1937 года в качестве эксклюзивного покупателя автобусов Yellow Series 743 (которые Greyhound назвала «Super Coach»). Greyhound купила в общей сложности 1256 автобусов в период с 1937 по 1939 год..
К началу Второй мировой войны у компании было 4750 станций и около 10 000 сотрудников.